# Dietrich József (tanár)
Dietrich József (Versec, 1852. február 27. – Pozsony, 1884. február 9.) főreáliskolai tanár.

## Élete
Középiskoláit Budapesten végezte s 1870-től a budapesti József-műegyetem hallgatója volt; 1874-ben a természetrajzból és vegytanból letette a tanári vizsgát és a műegyetem tanársegéde lett; azon év június 4. nevezték ki a pozsonyi főreáliskolához a természetrajz tanárának.

## Munkái
Értekezése: Das Leben der Armpolypen a pozsonyi term. tud. és orvosi egylet Közlönyében (Uj folyam 1881.) jelent meg.